# RM17995
RM17995 — хімічно пекулярна зоря спектрального класу
Зорі спектрального класу й має видиму зоряну величину в смузі V приблизно 11,5.